# Nivelles
Nivelles (tiếng Hà Lan: Nijvel) là một thành phố và đô thị ở tỉnh Walloon Brabant. Đô thị Nivelles gồm các xã cũ Baulers, Bornival, Thines, và Monstreux.

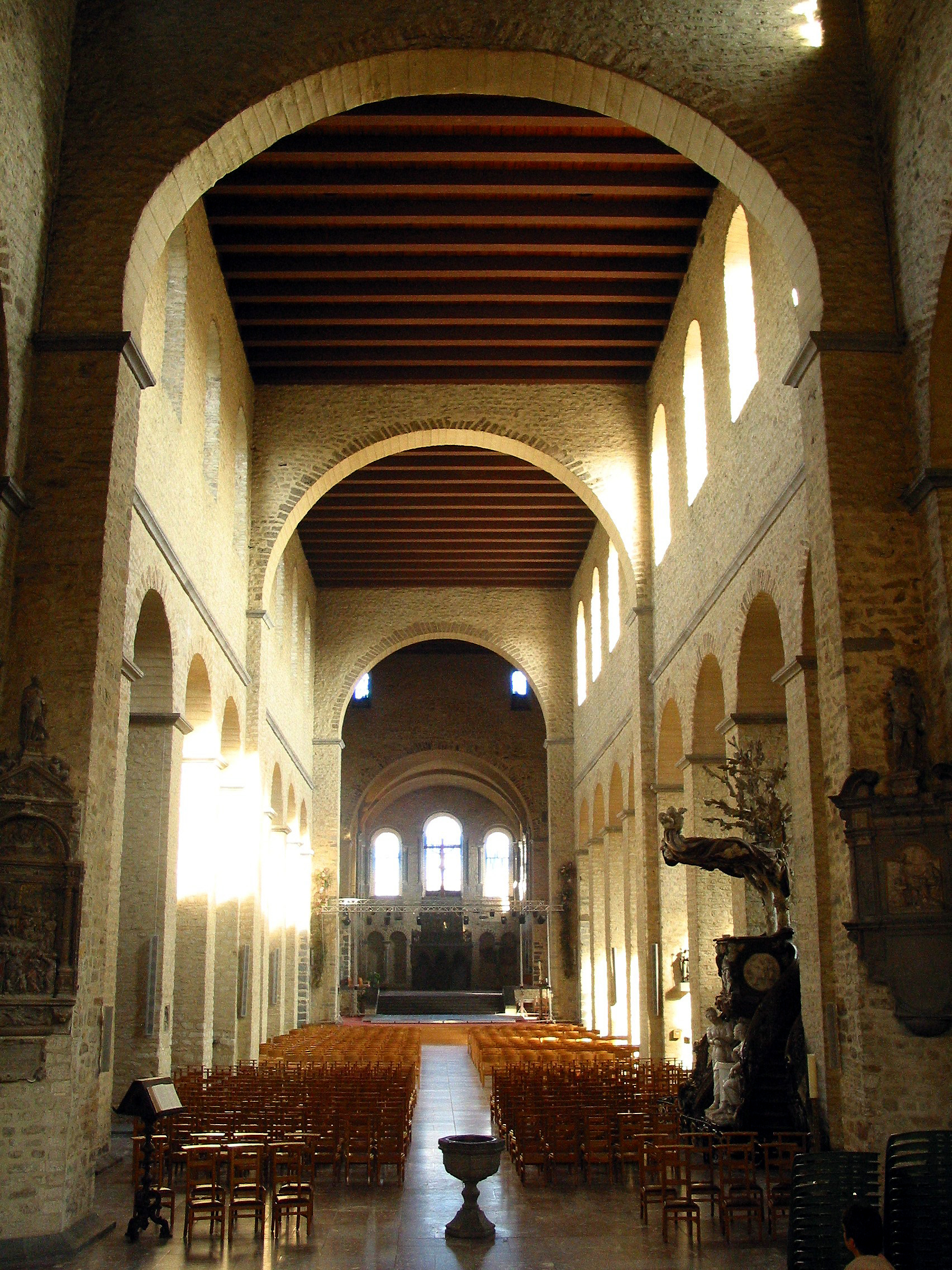
Nave of Saint Gertrude

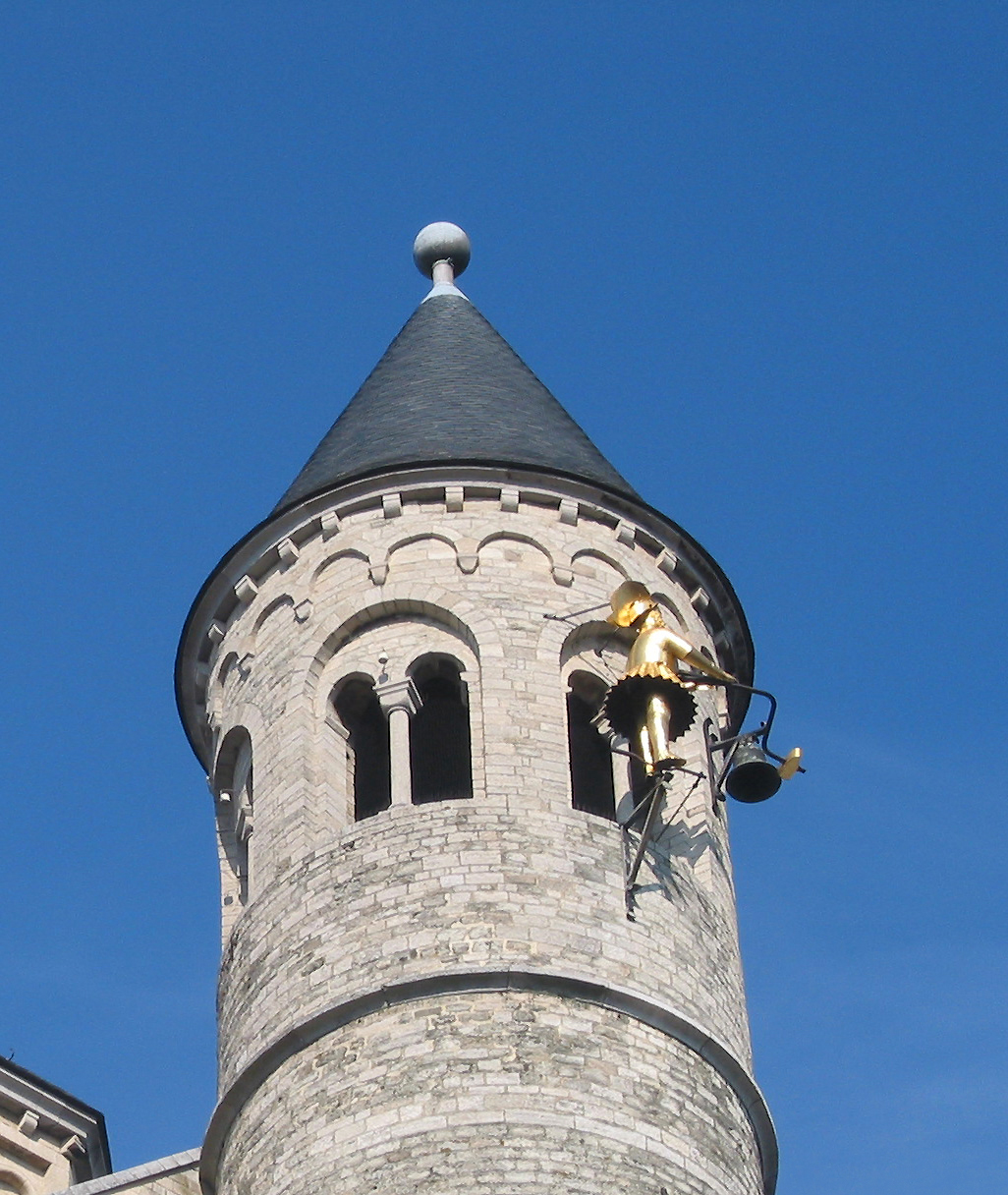
Jean de Nivelles

Dân địa phương nổi bật có Pippin of Landen, Gertrude of Nivelles, Johann Tserclaes, Louis-Joseph Seutin, Jules Louis Guillery, Henri Delmotte, Didier Theys.